# Lebulugor
Lebulugor ist eine osttimoresische Aldeia im Suco Gugleur (Verwaltungsamt Maubara, Gemeinde Liquiçá). 2015 lebten in der Aldeia 393 Menschen.

## Geographie
Lebulugor nimmt den gesamten Süden des Sucos Gugleur ein. Nördlich befindet sich die Aldeia Vatumori. Im Westen grenzt Lebulugor an den Suco Vatuboro und im Osten an den Suco Guiço. Im Süden bildet der Fluss Lóis die Grenze zum Suco Rairobo (Gemeinde Bobonaro). Im Nordwesten liegt der Berg Foho Leburate (506 m).
Durch den Süden von Lebulugor führt eine Überlandstraße, an der sich die Häuser des Dorfes Tapomanulu verteilen. Hier befindet sich auch eine Grundschule. Kleine Ansammlungen von Häusern liegen auch im Norden, darunter der Ort Simarema.

## Politik
2023 wurde Alexandrino de J. da Costa zum Chefe de Aldeia gewählt.